# NGC 259
NGC 259 est une galaxie spirale vue par la tranche et située dans la constellation de la Baleine. NGC 259 a été découverte par l'astronome germano-britannique William Herschel en 1786.

## Caractéristiques
Sa vitesse par rapport au fond diffus cosmologique est de 3 712 ± 24 km/s, ce qui correspond à une distance de Hubble de 54,8 ± 3,9 Mpc (∼179 millions d'al).
À ce jour, 13 mesures non basées sur le décalage vers le rouge (redshift) donnent une distance de 46,323 ± 3,819 Mpc (∼151 millions d'al), ce qui est tout juste à l'extérieur des valeurs de la distance de Hubble. Notons cependant que c'est avec la valeur moyenne des mesures indépendantes, lorsqu'elles existent, que la base de données NASA/IPAC calcule le diamètre d'une galaxie et qu'en conséquence le diamètre de NGC 259 pourrait être d'environ 47,8 kpc (∼156 000 al) si on utilisait la distance de Hubble pour le calculer.
La classe de luminosité de NGC 259 est II-III et elle présente une large raie HI. Elle renferme également des régions d'hydrogène ionisé.

## Groupe de NGC 271
NGC 259 fait partie du groupe de NGC 271. Ce groupe de galaxies comprend au moins 6 autres galaxies : NGC 245, NGC 271, NGC 279, NGC 307, MRK 557 et UGC 505. 